# Yosyp Bezpalko
Yosyp Ivanovych Bezpalko (em ucraniano:Йосип Іванович Безпалко) foi um político, jornalista, professor e escritor ucraniano. Nasceu em 1881, em Chernivtsi, na Ucrânia. De 1906 a 1918 foi líder do Partido Social Democrata Ucraniano em Bukovina e editor do jornal partidário, o Borba. Em 1918 tornou-se membro do Conselho Nacional da Ucrânia em Bukovina e, no mesmo ano, assumiu o cargo de prefeito de Chernivtsi. De 1919 a 1920 serviu como ministro do trabalho da Ucrânia. A partir desse ano imigrou para a Tchecoslováquia, onde foi professor de alemão na Ukrainska hospodarska akademiia em Poděbrady. Ao longo de sua carreira, escreveu vários artigos políticos e estudos sobre as relações germano-eslávicas. Foi exilado por autoridades soviéticas em 1947, e faleceu em 1950.